# Feu follet
Pour les articles homonymes, voir Feu follet (homonymie).

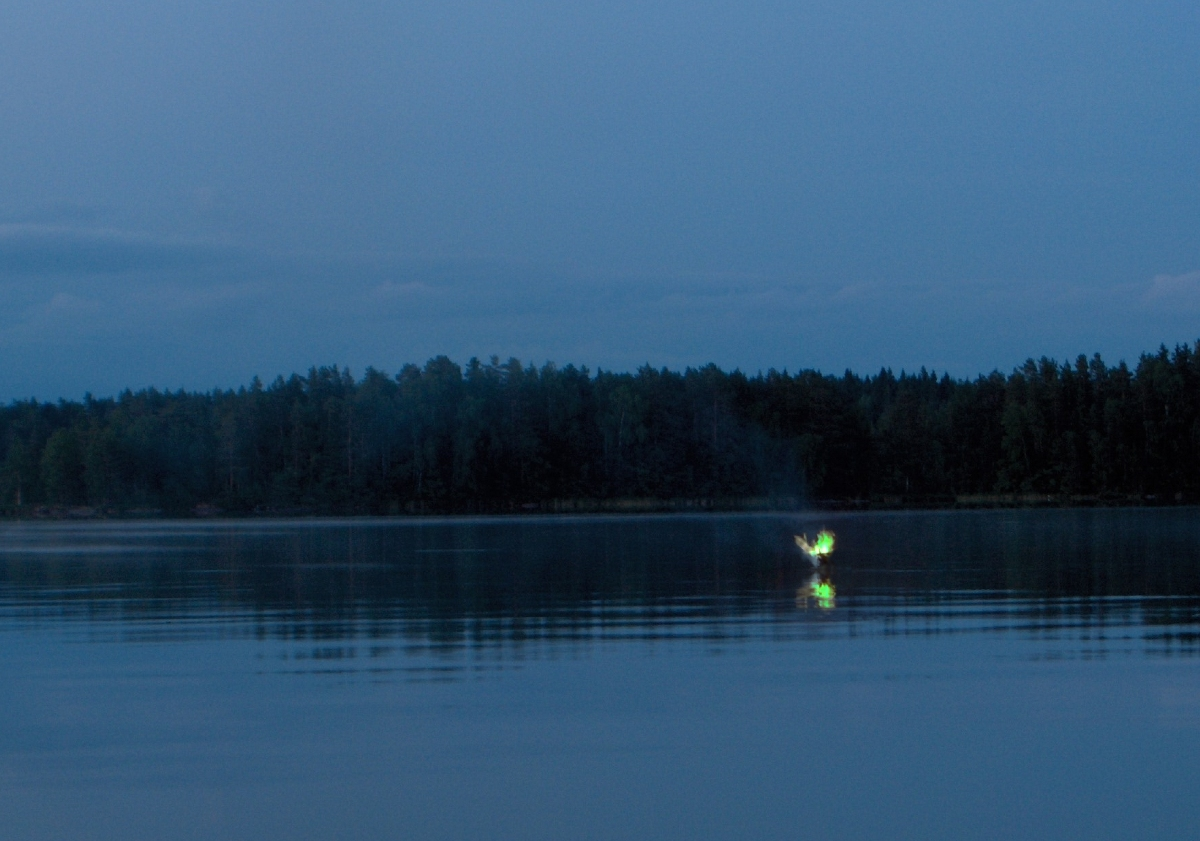
Reconstitution d'un feu follet.

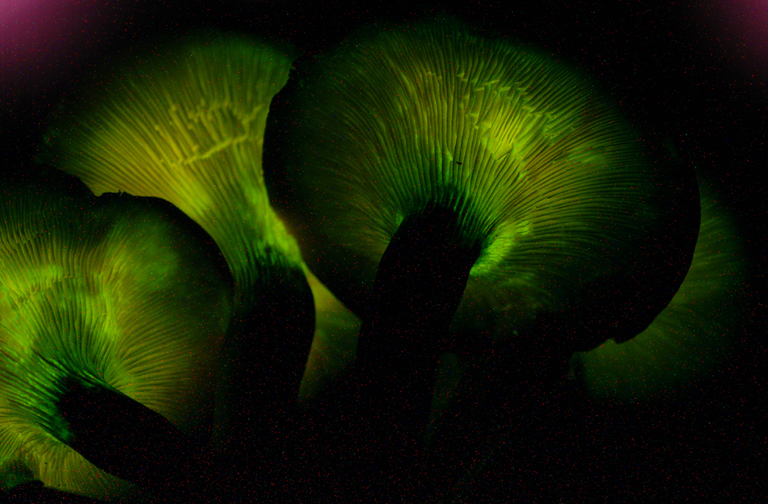
Le Pleurote de l'olivier, Foxfire dans lequel le phénomène de bioluminescence peut se produire : l’Octoshroom dans le film Avatar évoque ces lamelles bioluminescentes qui pourraient être aussi une explication concernant l'origine de certains feux follets.

Le feu follet est une manifestation lumineuse ayant l'apparence d'une petite flamme.
Connue et décrite depuis longtemps, cette manifestation fut longtemps uniquement vue comme celle d'esprits malins et d'âmes en peine venues sous forme de petites flammes hanter les forêts désertes, les marécages et les cimetières, et fit l'objet d'un folklore important, tant sur l'origine de ces esprits que sur les façons de s'en débarrasser.
Plus récemment, des recherches en marge des travaux de zététique concernant ces croyances, orientées vers la chimie, donnent plusieurs explications scientifiques du phénomène.

## Étymologie et terminologie
Le mot français « feu follet » vient d'ignis fatuus en latin, qui signifie « feu bouffon ». Le feu follet en tant qu'esprit est connu sous plusieurs autres noms en fonction des régions du monde, en Angleterre, ils sont nommés Will-o'-the-wisp (Will à la torche ou Will au tortillon), ils portent le nom de fi follet ou feu-follet en Louisiane ainsi que spook-lights ou ghost-lights (« lumières de fantômes ») ailleurs aux États-Unis, donné par les folkloristes et les amateurs de paranormal,.

## Description
Un feu follet peut apparaître sous la forme d’une lueur pâle de couleur bleutée, parfois jaunâtre ou vermillon, en forme de flammèche flottant dans l’air à une faible hauteur au-dessus du sol ou de l’eau. La lumière est plus ou moins diffuse, vacillante et brève. Certains feux follets pourraient persister dix à trente secondes, voire exceptionnellement plusieurs minutes. Selon les témoins, ils ne produisent pas de fumée ni n’enflamment les objets, ni ne brûlent les herbes avec lesquelles ils sont en contact. Ils ont beaucoup été observés dans ou autour des marais, et surtout dans les cimetières humides (milieux anoxiques favorisant le développement de bactéries anaérobies ou semi-anaérobies). D'après une explication scientifique, avec le drainage et la régression des zones humides et des forêts inondées, ainsi que l’enterrement des morts dans les cercueils, il est probable que les feux follets soient devenus plus rares.

## Explications
Le phénomène (dont il existe peut-être plusieurs formes ou qui parfois pourrait être confondu avec d’autres phénomènes) a reçu diverses explications :
- Vers le XVIIIe siècle, des physiciens évoquent une matière visqueuse et glaireuse (rappelant des œufs de grenouilles) qui serait sublimée dans l’air sous l’action de la chaleur solaire et y deviendrait lumineuse à la manière des phosphores.
En 1704, Isaac Newton cite les feux follets dans son traité Opticks comme des « vapeurs s’élevant des eaux putréfiées habituellement appelées ignes fatui ».
- L’absence de phénomène de combustion ou brûlure visible laisse penser qu’il s’agirait plutôt d’une lumière froide de type phosphorescente, qu’une flamme véritable.
- Le phénomène pourrait dans certains cas avoir été confondu avec un phénomène électrique de type électricité statique, feu de Saint-Elme ou foudre en boule.
- L’explication la plus fréquente est qu’il s’agirait d’une émanation conjointe, dans les sols anoxiques (fonds de lacs peu oxygénés, marais, cimetières humides), de méthane (CH4) à partir de plantes décomposées par les bactéries méthanogènes et de formes chimiques du phosphore (diphosphine (P2H4), hydrogène phosphoré (phosphine) (PH3, extrêmement instables en présence d'oxygène) émis par d'autres bactéries (elles utilisent le phosphate issu de la décomposition d'un cadavre animal pour produire ces gaz). Arrivés dans l'air, ces gaz réagissent spontanément (combustion pyrophorique) avec l'oxygène (formant de l'hydrogène phosphoré liquide PH2) et libèrent une grande quantité d'énergie, ce qui provoque l'inflammation spontanée du méthane en présence[7]. Cela expliquerait les feux follets observés dans les cimetières, provoqués par les gaz de décomposition des cadavres quand ils n'étaient pas ensachés dans une housse mortuaire et un cercueil[8].

## Folklores
Un folklore abondant est associé aux feux follets et ce, dans toutes les régions du monde.

### France
Les feux follets sont décrits dans le folklore français inspiré des croyances catholiques comme des âmes en peine qui ont besoin de prières pour sortir du Purgatoire, il peut s'agir d'enfants morts sans baptême ou d'esprits mauvais qui cherchent à entraîner les voyageurs nocturnes dans les marais et les précipices, ou au fond des forêts. Les feux follets se manifestent uniquement la nuit, et en particulier autour de la période de l'avent. Dans les Landes, le fantôme de l'Abbé Ducasse se serait manifesté plusieurs fois vêtu de son surplis et de son étole vers 1822, mais d'après le texte « le chemin bordait un marais, et le peuple avait pris pour un revenant les feux follets qui s'élevaient par intervalles au milieu des marécages ». Les feux follets étaient vus dans la région de Pont-Audemer comme les spectres de femmes pécheresses condamnées à garder cette apparence sept ans durant.
Dans le marais du Yeun Elez, au cœur des Monts d'Arrée, ils sont probablement à l'origine de la légende des « Portes de l'enfer ».
Les feux follets du lac de Sewen, fréquents par temps chaud et humide, ont contribué à la légende selon laquelle le lac serait hanté par le fantôme d'un fermier frappé par la foudre un soir d'orage. Ils apparaissent dans les zones de tourbière et sont en réalité le résultat de dégagements gazeux principalement de méthane.
Une série d'incendies à Boncourt, dans les années précédant 1670, a été associée à des feux follets.
Dans le Finistère, le folklore local parlait d'un démon au corps grand et maigre du nom de Yan-gant-y-tan, faisant tournoyer sa main droite enflammée semblable à un chandelier pour perdre les voyageurs dans la nuit. 

### Italie
Dans la région de Bologne, un célèbre météore nommé Bocca d'Inferno était vraisemblablement vu comme une manifestation de feux follets qui apparaissaient pour égarer les voyageurs.

### Angleterre et pays de Galles
En Angleterre, les feux follets sont décrits comme des esprits du feu qui prennent la forme de jeunes garçons portant des lanternes, d'où les noms de Jack-o'-lantern (Jack à la lanterne) et Will-o'-the-wisp (Will au tortillon). Ils entraînent ensuite les voyageurs malheureux au fond des forêts et au bord des précipices, avant de souffler leur lanterne et de les précipiter au fond d'un ravin. Les feux follets sont vus au pays de Galles comme des esprits revenus chercher un parent sur le point de mourir, et la taille de leur flamme correspond à l'âge de la personne concernée : si le feu follet est tout petit, il annonce la mort d'un enfant. Le lutin maléfique Pwcca était aussi réputé pour se changer en petite flamme afin d'égarer les voyageurs.

### Pays nordiques
Les Danois, Finnois, Suédois, Estoniens et Lettons, parmi d'autres, croyaient[Jusqu'à quand ?] que les feux follets marquaient l'emplacement de trésors cachés dans le sol ou sous l'eau, et que celui-ci ne pouvait être trouvé que si on le déterrait lorsque la flamme se manifeste. En Finlande et dans d'autres pays, le milieu de l'été était réputé[Jusqu'à quand ?] être la meilleure période de l'année pour se mettre en quête de feux follets et de trésors.

### Asie

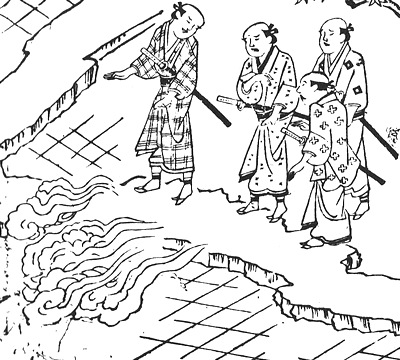
Représentation de feu follet, par Ogita Ansei, vers 1687.

Dans le folklore asiatique, les feu-follets sont associés à des phénomènes magiques produits par les renards (bake-kitsune), dans le folklore japonais, ils sont désignés sous le nom de kitsunebi (狐火、feux du renard)  . D’autres phénomènes similaires également sont décrits dans le folklore japonais, incluant hitodama (人魂、 « balle humaine » en tant que « balle d'énergie »), Hi no Tama (« balle de flammes »), Aburagae, Koemonbi, Ushionibi, etc. Tous ces phénomènes sont décrits comme des boules de feu ou de lumière, parfois associées aux cimetières, mais observés au Japon dans une grande variété de lieux.

### Inde
En Inde, deux régions, le Bengale et le Kutch (Gujarat) subissent ce phénomène. Dans la région du Kutch, les feux follets se produisent souvent dans les prairies inondées, les Kutchis appellent depuis des millénaires ce phénomène Chhir Batti (ચીર બત્તી), qui signifie Lumière de Fantôme en Kutchi. Au Bengale, le phénomène se produit surtout dans les régions méridionales à la banlieue de Calcutta et dans les Sundarbans, les bengalis pensent que les feux follets sont les âmes de défunts qui sont en peine.

### Argentine
En Argentine on[Qui ?] considérait[Jusqu'à quand ?] la Luz Mala (« Lumière Méchante ») comme les âmes en peine des morts qui n'avaient pas reçu une sépulture chrétienne. Une des explications de cette légende est qu'il s'agit de feux follets.

### Protection contre les feux follets
Plusieurs rituels de protection contre les feux follets sont attestés dans différents folklores, l'un d'eux consistait[Quand ?] à se signer ou planter une aiguille par terre, pour obliger les feux follets à passer à travers le chas et pouvoir s'enfuir le temps qu'il le fasse. Jeter une pierre dans l'eau était censé faire s'éloigner les feux follets qui brillaient au-dessus des étangs, ils se précipitaient alors dans l'eau en ricanant.